# Rendibilitat empresarial
La rendibilitat empresarial és el resultat de l'empresa que relaciona els beneficis amb les inversions i els recursos propis. L'anàlisi de la rendibilitat indica si l'activitat de l'empresa és eficient. En relacionar les variables: benefici, vendes, actiu i recursos propis, s'obtenen indicadors de rendibilitat econòmica i rendibilitat financera. L'efecte del palanquejament és una variable que influeix a la rendibilitat.